# مرغابی‌های زیبا
مرغابی‌های زیبا یا اردک‌های زیبا (نام علمی: Aix) نام یک سرده از زیرخانواده اردک‌های روی آبچر است.